# マイルズ・ボーン
デビッド・ボスチャン3世（David Bostian III, 1999年5月25日 - ）は、アメリカ合衆国ノースカロライナ州ウィルミントン出身のプロレスラー。WWEにてマイルズ・ボーン（Myles Borne）のリングネームで所属。

## 経歴

### 生い立ち
ノースカロライナ州ウィルミントンにて、胎児循環遺残症を患って生まれる。この病気は治療により完治したが、薬の副作用で聴力を一部失い、聴覚障害者となった。学生時代はFMシステムを利用し、読唇術を習得した。
幼稚園からアマチュアレスリングを始め、高校時代には通算で28勝7敗を記録。ノースカロライナ州の体育協会から許可を得て、コーチの指示が聞こえるように補聴器を付けて試合を行っていた。

### WWE
2022年3月17日にWWEパフォーマンスセンターでトレーニングを開始。6月17日のNXTレベルアップにて、マイルズ・ボーンのリングネームでデビューした。同年はレベルアップで定期的に試合を行ったが敗北が続き、10月21日のイケメン二郎戦が唯一の勝利であった。
2023年3月28日のNXTにてテレビ放送で初の試合を行い、シングルマッチでエディ・ソープに敗れた。9月12日にジョシュ・ブリッグス、ブルックス・ジェンセンと組んで6人タッグマッチでドリュー・グラック、チャーリー・デンプシー、デーモン・ケンプと対戦したが、試合途中でブリッグス、ジェンセンを裏切り、グラックらが結成したヒールユニット「ノー・クォーター・キャッチ・クルー（NQCC）へ加入した。
2024年2月7日のPPV『NXTロードブロック』にて、NQCC全員が参戦してNXTヘリテージ・カップ王者ノーム・ダーに2勝1敗で勝利し、デンプシーが王座を戴冠。正式なチャンピオンはデンプシーだが、防衛戦はNQCCの誰が出場してもよいという特例が許可された。その後はトニー・ディアンジェロがリーダーを務めるユニット「ディアンジェロ・ファミリー」とNQCCの間で抗争が開始。5月7日にはデンプシーと組んでタッグマッチでタイソン・デュポント、タイリク・イグウェと対戦するも、ディアンジェロ・ファミリーのメンバーであるチャニング・ロレンゾが特別レフェリーとして現れ、高速で3カウントを叩いたため敗北した。
2024年12月4日、タビオン・ハイツと組んでタッグチーム・バトルロイヤルに勝利し、NXTタッグチーム王座への挑戦権を獲得。7日のPPV『NXTデッドライン』にて王座に挑戦したが、敗れた。

### TNA
2024年7月11日、TNAに初参戦。チャーリー・デンプシーとザッカリー・ウェンツのシングルマッチに介入し、デンプシーの勝利をアシストした。

## 人物
2023年5月にガールフレンドのジャディンと結婚した。